# Epirrhoe maculata
Epirrhoe maculata är en fjärilsart som beskrevs av Hans Rebel 1910. Epirrhoe maculata ingår i släktet Epirrhoe och familjen mätare. Inga underarter finns listade i Catalogue of Life.